# Divisione Nazionale 1938-1939 (rugby a 15)
La Divisione Nazionale 1938-39 fu l'11º campionato nazionale italiano di rugby a 15 di prima divisione.
Si tenne dal 27 novembre 1938 al 16 aprile 1939 tra 8 squadre, oramai stabilizzatosi nella formula a girone unico.
Campione d'Italia per la nona volta, terza consecutiva, fu l'Amatori Milano.

## Squadre partecipanti
- Amatori Milano
- GUF Padova
- GUF Parma
- GUF Roma
- GUF Torino
- Napoli
- A.S. Roma
- Torino

## Risultati
|      | 1ª/8ª giornata              |      |
| ---- | --------------------------- | ---- |
| 9-3  | A.S. Roma - GUF Roma        | 9-8  |
| 6-6  | Rugby Torino - GUF Torino   | 6-16 |
| 24-5 | Amatori Milano - GUF Parma  | 0-0  |
| 15-3 | GUF Padova - Napoli         | 10-3 |
|      |                             |      |
|      | 4ª/11ª giornata             |      |
| 3-3  | Rugby Torino - GUF Roma     | 0-8  |
| 0-0  | A.S. Roma - GUF Torino      | 0-3  |
| 0-22 | GUF Padova - Amatori Milano | 3-11 |
| 6-8  | Napoli - GUF Parma          | 0-3  |
|      |                             |      |
|      | 7ª/14ª giornata             |      |
| 20-3 | A.S. Roma - GUF Padova      | 0-16 |
| 6-0  | GUF Torino - GUF Roma       | 8-5  |
| 9-40 | Napoli - Amatori Milano     | 3-69 |
| 3-0  | GUF Parma - Rugby Torino    | 3-14 |

|      | 2ª/9ª giornata                |      |
| ---- | ----------------------------- | ---- |
| 0-0  | GUF Padova - GUF Torino       | 0-31 |
| 0-6  | Rugby Torino - Amatori Milano | 6-16 |
| 6-6  | GUF Roma - GUF Parma          | 0-14 |
| 9-9  | Napoli - A.S. Roma            | 4-14 |
|      |                               |      |
|      | 5ª/12ª giornata               |      |
| 6-0  | GUF Parma - A.S. Roma         | 6-6  |
| 15-3 | GUF Roma - GUF Padova         | 3-8  |
| 9-3  | Rugby Torino - Napoli         | 3-14 |
| 11-6 | Amatori Milano - GUF Torino   | 9-0  |

|      | 3ª/10ª giornata            |      |
| ---- | -------------------------- | ---- |
| 11-3 | GUF Parma - GUF Padova     | 14-0 |
| 48-5 | Amatori Milano - GUF Roma  | 3-6  |
| 9-3  | GUF Torino - Napoli        | 10-3 |
| 6-3  | A.S. Roma - Rugby Torino   | 0-3  |
|      |                            |      |
|      | 6ª/13ª giornata            |      |
| 3-28 | A.S. Roma - Amatori Milano | 0-12 |
| 3-11 | GUF Parma - GUF Torino     | 0-3  |
| 0-0  | GUF Roma - Napoli          | 8-10 |
| 8-0  | Rugby Torino - GUF Padova  | 3-0  |

## Classifica
| Pos | Squadra        | G  | V  | N | P  | PF  | PS  | DP   | Pt |
| --- | -------------- | -- | -- | - | -- | --- | --- | ---- | -- |
| 1   | Amatori Milano | 14 | 12 | 1 | 1  | 299 | 46  | +253 | 25 |
| 2   | GUF Torino     | 14 | 9  | 3 | 2  | 109 | 46  | +63  | 21 |
| 3   | GUF Parma      | 14 | 7  | 3 | 4  | 82  | 70  | +12  | 17 |
| 4   | A.S. Roma      | 14 | 5  | 3 | 6  | 76  | 106 | −30  | 13 |
| 5   | Torino         | 14 | 5  | 2 | 7  | 66  | 84  | −18  | 12 |
| 6   | GUF Roma       | 14 | 3  | 3 | 8  | 70  | 127 | −57  | 9  |
| 7   | GUF Padova     | 14 | 4  | 1 | 9  | 61  | 144 | −83  | 9  |
| 8   | Napoli         | 14 | 2  | 2 | 10 | 70  | 210 | −140 | 6  |

## Verdetti
- Amatori Milano: campione d'Italia.